# 족외혼
족외혼(Exogamy)은 혼인 상대를 다른 사회 집단에서 찾는 혼인을 말한다. 부족이나 민족, 종교 집단 단위일 수 있다. 한국은 동성혼도 금기시하는 등 가문 단위의 족외혼을 하였다.
사회과학에서 족외혼은 생물학적 측면과 문화적 측면이라는 두 가지 관련 측면의 조합으로 간주된다. 생물학적 족외혼은 혈족이 아닌 사람들의 결혼이다. 이는 근친상간 금기와 근친상간 금지법에 의해 규제된다. 문화적 인종차별은 특정 문화 집단 외부와 결혼하는 것이다. 그 반대는 족내혼, 즉 사회 집단 내에서의 결혼이다.

## 같이 보기
- 중국의 성씨
- 엠마누엘 토드
- 족내혼
- 하이퍼가미
- 종교간 결혼
- 인종간 결혼
- 친족